# Sue Johnston
Sue Johnston, geboren Wright (Warrington (Cheshire), 7 december 1943), is een Brits actrice. Johnston is bekend van onder meer de politieserie Waking the Dead (waarin ze Dr. Foley speelt) en als Barbara Royle uit de comedyserie The Royle Family.
Ze kreeg haar acteeropleiding aan de Webber Douglas Academy of Dramatic Art in Londen. Aan deze school werden onder meer Minnie Driver, Terence Stamp en Angela Lansbury opgeleid. Voordat ze actrice werd, werkte ze als belastinginspecteur.  
Bij de uitreiking van de BBC Sports Personality of the year in 2014 gaf Johnston een emotionele voordracht ter nagedachtenis aan Anne Williams, die, nadat haar zoon Kevin was overleden bij de ramp in het Hillsboroughstadion vocht voor gerechtigheid. Anne Williams overleed aan kanker voordat de heropende onderzoeken waren afgerond, maar dat die onderzoeken waren heropend was aan Anne Williams te danken. Sue Johnston eerde haar middels deze voordracht en de Helen Rollason Award werd uitgereikt aan haar dochter Sara, zoon Michael, en broer Danny.  
Johnston speelde onder meer gastrollen in Inspector Morse, A Touch of Frost, Coronation Street en Hetty Wainthropp Investigates. In Downton Abbey was ze "Denker". Ook speelde ze enkele filmrollen, waaronder in Brassed Off. Ook was ze even te zien in een aflevering van Gordon Ramsay's Gedonder in de Keuken.

## Filmografie
- Coronation Street Televisieserie - Mrs. Chadwick (Episode 1.2229, 1982)
- Brookside Televisieserie - Sheila Grant Corkhill (Episode 1.1, 1982|Episode 12 augustus 1985)
- Goodbye Cruel World (Mini-serie, 1992) - Barbara Grade
- Inspector Morse Televisieserie - Mrs. Bailey (Afl., Absolute Conviction, 1992)
- A Touch of Frost Televisieserie - Phyllis Bowman (Afl., Conclusions, 1992)
- Full Stretch Televisieserie - Grace Robbins (Afl., Ivory Tower, 1993)
- Luv Televisieserie - Theresa Craven (Afl. onbekend, 1993-1994)
- Medics Televisieserie - Ruth Parry, boekhoudster (29 afl., 1992-1995)
- Into the Fire (Mini-serie, 1996) - Lyn
- Brassed Off (1996) - Vera
- Hetty Wainthropp Investigates Televisieserie - Helga Allowby (Afl., Poison Pen, 1996)
- Crime Traveller Televisieserie - DCI Kate Grisham (8 afl., 1997)
- Preaching to the Perverted (1997) - Esmeralda
- Face (1997) - Alice
- Brookside: The Lost Weekend (Video, 1997) - Sheila Corkhill
- The Things You Do for Love (Televisiefilm, 1998) - Pat Phoenix
- Duck Patrol Televisieserie - Val Rutland (Afl. onbekend, 1998)
- Verdict Televisieserie - Hazel De Vere QC (Afl., The Doctor's Opinion, 1998)
- The Jump (Televisiefilm, 1998) - Maeve Brunos
- The Unseen Royals (Televisiefilm, 1999) - Vertelster (Stem)
- Sex, Chips & Rock 'N' Roll (Mini-serie, 1999) - Irma Brookes
- Happy Together (Televisiefilm, 2001) - Val
- Score (Televisiefilm, 2001) - Maggie
- New Year's Day (2001) - Mrs. Fisher
- My Uncle Silas II (Televisiefilm, 2003) - Mrs. Betts
- My Uncle Silas Televisieserie - Mrs. Betts (9 afl., 2001-2003)
- Cutting It Televisieserie - Caroline Ferraday (Episode 3.4, 2004)
- Imagine Me & You (2005) - Ella
- The Street Televisieserie - Brenda McDermott (Afl., Stan, 2006)
- Little Dorritt Televisieserie - Affery (7 afl., 2008)
- Jam & Jerusalem Televisieserie - Sal Vine (16 afl., 2006-2009)
- Waking the Dead Televisieserie - Dr. Grace Foley (82 afl., 2000-2009)
- The Royle Family Televisieserie - Barbara Royle (23 afl., 1998-2000, 2006, 2008, 2009)
- The Turn of the Screw (Televisiefilm, 2009) - Sarah Grose
- Downton Abbey - Miss Denker, 8 afleveringen
- The Good Karma Hospital (Televisiefilm, 2018) - Virginia (Series 2)
- Downton Abbey: A New Era - Miss Denker